# Jaszkowa Dolna

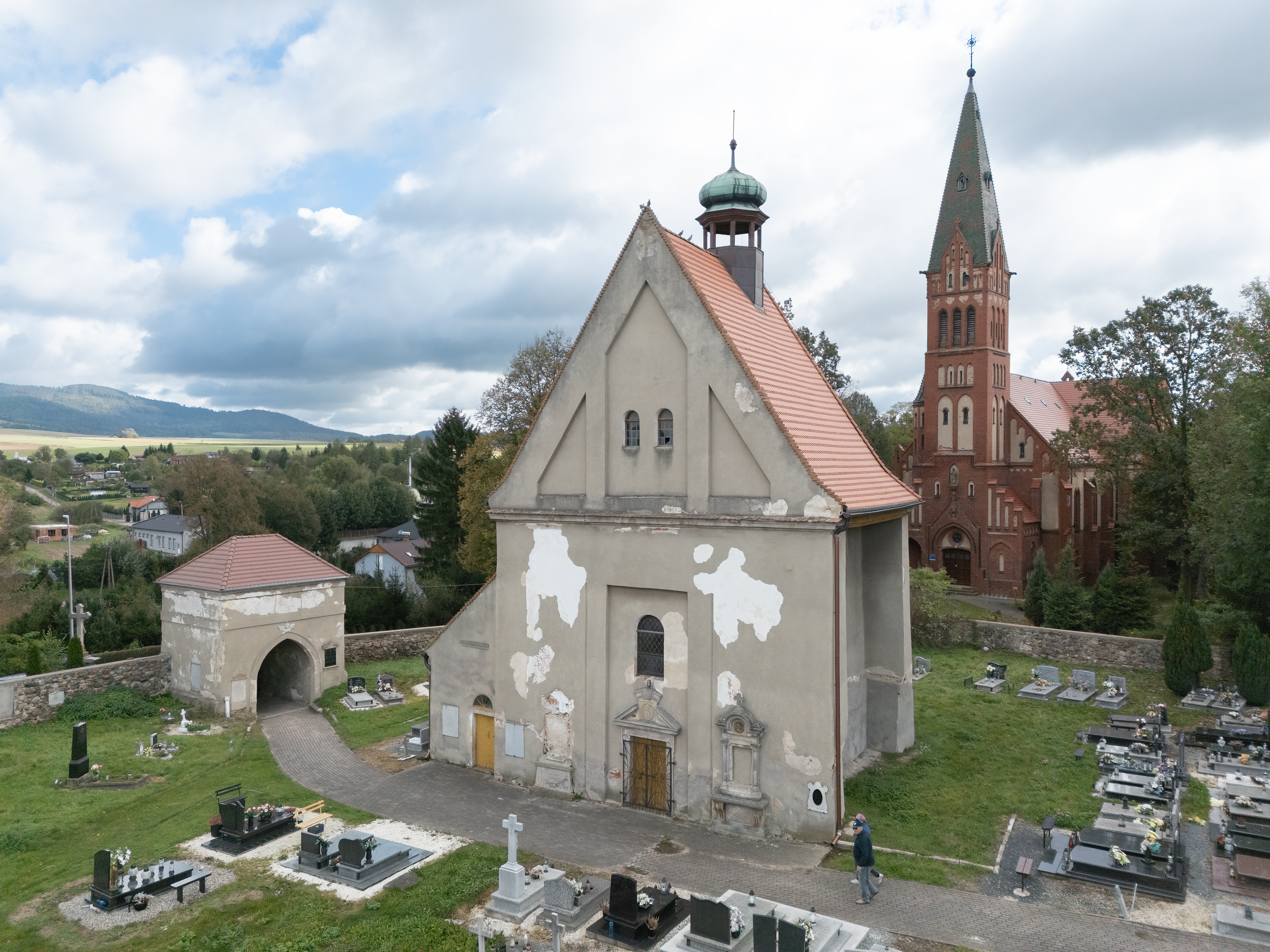
Kaplica cmentarna w Jaszkowej Dolnej

Jaszkowa Dolna (niem. Niederhannsdorf) – wieś sołecka w Polsce położona w województwie dolnośląskim, w powiecie kłodzkim, w gminie Kłodzko.
W latach 1975–1998 miejscowość położona była w województwie wałbrzyskim.

## Geografia

### Położenie geograficzne
Jaszkowa Dolna leży w Kotlinie Kłodzkiej, w Sudetach, w południowo-zachodniej Polsce. Centrum wsi oddalone jest od centrum Kłodzka, siedziby gminy i powiatu, o około 5 km na południowy wschód, zabudowania wsi sięgają niemal granic miasta. Na zachodzie graniczy z Krosnowicami i Kłodzkiem, na północy z Jaszkówką i Wojciechowicami, na wschodzie z Jaszkową Górna, a na południu z Marcinowem i Żelaznem.
| Rodzaj               | Powierzchnia (ha) | %     |
| -------------------- | ----------------- | ----- |
| użytki rolne         | 1293              | 72,8% |
| tereny zamieszkane   | 443               | 24,9% |
| lasy                 | 41                | 2,3%  |
| Powierzchnia wsi (Σ) | 1777              | 100%  |

Według danych z 2008 r. wieś zajmowała obszar 17,77 km², co stanowiło 7% powierzchni gminy Kłodzko.

### Warunki naturalne
Jest to duża i długa (ok. 4 km) wieś łańcuchowa ciągnąca się wzdłuż potoku Jaszkówki, dopływu Nysy Kłodzkiej, między Kłodzkiem a Jaszkową Górną. Leży na wysokości 290–350 m n.p.m. Wieś zajmuje dolinę potoku, zwężającą się ku górze, oddzielającą Wzgórza Rogówki od reszty Kotliny Kłodzkiej.

### Budowa geologiczna
Okolice Jaszkowej Dolnej zostały wypreparowane w złożonej strukturze geologicznej, utworzonej przez granitoidy masywu kłodzko-złotostockiego od południa oraz dewońskie łupki i piaskowce, a także łupki metamorficzne od północy. Występują tu keratofiry i hornfelsy. Jednym z bardziej interesujących obiektów jest wyrobisko dawnego kamieniołomu u wjazdu do wsi od strony Kłodzka. Odsłaniają się tu hornfelsy piroksenowe, w których można spotkać szereg minerałów, w tym skapolity, wollastonit, a nawet drobne granaty.

## Historia
| 1320 | Henningi villa                                         |
| 1332 | nydersten Hennigsdorf                                  |
| 1333 | Nenningstorf                                           |
| 1347 | Henningisdorf                                          |
| 1348 | Henningsdorf Nidersten Henningsdorf                    |
| 1350 | Henningzdorf nidirist                                  |
| 1355 | Nidirsten Hennygisdorff                                |
| 1356 | Nedirsten Hennigisdorff                                |
| 1358 | Hennigivilla                                           |
| 1360 | Henigstorf                                             |
| 1364 | Hennigisdorff                                          |
| 1389 | Hennigsdorf                                            |
| 1419 | Hennegisdorff                                          |
| 1422 | nidern Hennigisdorff                                   |
| 1437 | nedern Henigisdorff                                    |
| 1490 | Nieder-Hennigsdorf                                     |
| 1549 | Hennigsdorff inferiori Niederhennsdorff Niderheinsdorf |
| 1574 | Niederhannisdorf                                       |
| 1631 | Hansdorf Inferior                                      |
| 1748 | Nieder Hansdorff                                       |
| 1765 | Nieder Hansdorf                                        |
| 1782 | Hannsdorf Nieder                                       |
| 1816 | Nieder-Hannsorf                                        |
| 1870 | Niederhannsdorf                                        |
| 1945 | Janowa Dolna                                           |
| 1946 | Jaszkowa Dolna                                         |

Jaszkowa Dolna jest jedną ze starszych miejscowości ziemi kłodzkiej. Powstała w I połowie XIII w. jako wieś przedlokacyjna. Od zawsze była silnie związana z Kłodzkiem jako typowa osada podmiejska. W dokumentach wzmianki o niej pojawiają się w 1322 r. W 1350 r. powstało tu dziedziczne wolne sędziostwo, które później przeszło w ręce kanoników regularnych św. Augustyna. W tym czasie istniał tu już kościół parafialny. W XV wieku wieś należała do rodziny Schaffgotschów, a od około 1490 r. przeszła w posiadanie rodu Tschischwitzów, w 1580 r. przeszła w posiadanie Koberów.
W czasie wojny trzydziestoletniej wojska austriackie przystąpiły do przymusowej rekatolizacji ludności ziemi kłodzkiej, której duża część przeszła wcześniej na protestantyzm. Akcja ta wiązała się z represjami i dużymi kontrybucjami, co doprowadziło do buntu chłopów. W 1621 r. utworzyli oni związek obronny mieszkańców, m.in. Jaszkowej Dolnej. Doszło do wielu potyczek, m.in. pod Jaszkową Górną zginęło ok. 100 chłopów. W 1622 r. przez wieś przeszedł kilkutysięczny oddział lisowczyków, którzy śpieszyli z pomocą wojsku oblężonemu w Bystrzycy Kłodzkiej przez inne grupy chłopów.
W XVIII i XIX w. wieś należała do kilku rodzin posiadaczy ziemskich: hrabiów von Neuhaus, von Götz i von Magnis.
W 1807 r. Jaszkowa Dolna znalazła się w centrum działań kampanii wojennej wojny Napoleona z IV koalicją antyfrancuską, kiedy to wojska francuskie dowodzone przez gen. Charles’a Lefebvre’a-Desnouettes próbowały opanować twierdzę kłodzką i całe hrabstwo kłodzkie bronione przez korpus hrabiego von Götzena. W związku z tym Prusacy zbudowali w Jaszkowej Dolnej i Jaszkowej Górnej fortyfikacje ziemne jako przedłużenie funkcji obronnej twierdzy. W dniach 21–23 czerwca 1807 r. doszło tu do kilku potyczek, których skutkiem było wyparcie wojsk pruskich do twierdzy.
W 1816 r. wieś dzieliła się na 3 części, z których jedna należała do Kłodzka. W 1828 r. największą część kupił Hermann Volkmer. W tym czasie było we wsi 199 budynków, dwór oraz 4 folwarki. W 1870 r. w posiadaniu Volkmera znajdowało się 940 morgów ziemi.
Po 1945 r. Jaszkowa Dolna funkcjonuje dalej jako wieś rolnicza, stanowiąc zaplecze żywnościowe dla Kłodzka.

## Zabytki
Jaszkowa Dolna zachowała swój pierwotny układ wsi łańcuchowej, chociaż częściowo został on już zmieniony poprzez zagęszczenie nową zabudową. Do cenniejszych obiektów wpisanych do rejestru zabytków Narodowego Instytutu Dziedzictwa należy zaliczyć:
- Kościół św. Jana Chrzciciela w Jaszkowej Dolnej; pierwotny wzmiankowany w 1358 r., obecny zbudowany w stylu neogotyckim w 1905 r.
- Kaplica cmentarna Najświętszego Sakramentu; pozostałość po kościele parafialnym z drugiej poł. XIV w., przebudowana w 1750 r.[13]

inne zabytki:
- Figura Matki Bożej z 1833 r. stojąca na wysokim ozdobnym cokole przy przystanku autobusowym w dolnej części wsi. Została skradziona w 2005 r.

## Demografia
Rozwój ludnościowy Jaszkowej Dolnej na przestrzeni stuleci kształtował się następująco.
Bliskość Kłodzka – stolicy regionu i korzystne warunki naturalne sprawiły, że w Jaszkowej Dolnej nie wystąpiła tak gwałtowna faza wyludniania się, charakterystyczna dla innych miejscowości ziemi kłodzkiej. Przeciwnie, liczba udności utrzymuje się na stałym poziomie, nawet w pewnym okresie widoczny był jej wyraźny wzrost.

## Gospodarka
Jaszkowa Dolna jest w dalszym ciągu wsią rolniczą, stanowiąc żywnościowe zaplecze dla Kłodzka. Obok tej funkcji odgrywa również rolę pewną osiedla mieszkaniowego. We wsi znajduje się 105 gospodarstw rolnych, przy czym jeszcze w latach 70. XX w. było ich dwa razy więcej, oraz gospodarstwo rolne kombinatu rolno-przemysłowego z Żelazna i SKR. Wyłącznie z pracy w rolnictwie utrzymywało się 39% ludności czynnej zawodowo w 1978 r., a w 1988 r. – aż 84%. Mieszkańcy zajmują się uprawą roli (są tu jedne z najlepszych gleb na ziemi kłodzkiej) lub pracują w pobliskim Kłodzku i dalszych miejscowościach. Stale rozwija się funkcja mieszkalno-składowo-przemysłowa. Przybywają nowe domy mieszkalne, różne magazyny i zakłady rzemieślnicze i produkcyjne.

## Edukacja i kultura

### Oświata
W Jaszkowej Dolnej działa jedno z trzech w gminie przedszkoli. Działa również Szkoła Podstawowa im. Stanisława Mikołajczyka, dysponująca halą sportową.

### Kultura
We wsi działa świetlica oraz klub sportowy Iskra, z sekcją piłkarską, która mecze rozgrywa na położonym w centrum wsi stadionie. Ponadto aktywnie działa koło gospodyń wiejskich.
W Jaszkowej Dolnej od czasów średniowiecza funkcjonuje parafia św. Jana Chrzciciela w Jaszkowej Dolnej, której kościołem jest kościół św. Jana Chrzciciela. Należy ona do dekanatu kłodzkiego, wchodzącego w skład diecezji świdnickiej.

## Administracja
Jaszkowa po zakończeniu II wojny światowej znalazła się w granicach Polski. Wieś wchodziła w skład województwa wrocławskiego. W latach 1954–1973, po likwidacji gmin, tworzyła wspólną gromadę z Jaszkową Górną, wchodzącą nadal w skład powiatu kłodzkiego. Po zmianach w podziale terytorialnym kraju z 1975 r. Jaszkowa Dolna weszła w skład nowo utworzonego województwa wałbrzyskiego i gminy Kłodzko.
Ostatnia zmiana miała miejsce w 1990 r., kiedy to na terenie gminy utworzono sołectwa jako jednostki pomocniczego podziału administracyjnego. Jedno z nich ulokowano w Jaszkowej Dolnej.

## Infrastruktura

### Transport
Jaszkowa Dolna leży na uboczu ważnych szlaków komunikacyjnych ziemi kłodzkiej. Przez wieś przebiega lokalna droga z Kłodzka przez Przełęcz Droszkowską do Ołdrzychowic Kłodzkich. Przez zachodnią granicę wsi z kolei przebiega droga krajowa nr 33 z Kłodzka do Boboszowa. Komunikację autobusową zapewnia PKS Kłodzko. W samej wsi znajdują się cztery przystanki autobusowe. Najbliższa stacja kolejowa znajduje się w Kłodzku – Kłodzko Miasto.

### Bezpieczeństwo
W zakresie ochrony przeciwpożarowej oraz innych miejscowych zagrożeń – Jaszkowa Dolna podlega rejonowi działania Powiatowej Straży Pożarnej oraz Komendzie Powiatowej Policji w Kłodzku. We wsi działa Ochotnicza Straż Pożarna. We wsi znajduje się ośrodek zdrowia. Podstawową opiekę medyczną zapewnia Zespół Opieki Zdrowotnej w Kłodzku.

## Ważniejsze osobistości
- Oskar Düring (ur. 1883 w Jaszkowej Dolnej, zm. 1956 w Kitzingen) – handlowiec, znany kłodzki kolekcjoner i antykwariusz, organizator różnych imprez kulturalnych w Kłodzku.
- Johann Franz Otto (ur. 1732 w Jaszkowej Dolnej, zm. 1805 w Kłodzku) – organista i kompozytor na różne instrumenty muzyczne
- Wilhelm Hohaus (ur. 1844 w Jaszkowej Dolnej, zm. w Bystrzycy Kłodzkiej) – duchowny katolicki i teolog, wielki dziekan kłodzki.